# 鈴木おさむ
鈴木 おさむ（すずき おさむ、1972年4月25日 - ）は、日本の実業家、元放送作家。株式会社BSフジ放送番組審議会委員。脚本家・作詞家・ラジオパーソナリティ・タレント・映画監督としても活動している。本名は鈴木 収（読み同じ）。ペンネームはすますま・すずき。元スマイルカンパニー所属。2024年4月時点での肩書は、「スタートアップファクトリー ゴーイングメリー代表」。妻は大島美幸。

## 経歴
千葉県安房郡千倉町（現在の南房総市）生まれ。千葉県立安房高等学校卒業、明治学院大学経済学部中退（2年次）。
高校2年生のときに『夢で逢えたら』を観て、放送作家を志す。明治学院大学在学中、放送作家になるため太田プロダクションの門を叩くが、芸人採用オーディションを受けることとなった。その際、審査員の1人である放送作家の前田昌平の目に留まり師事する。前田から「芸人さんの気持ちが分からないとダメだから、お前、オーディションを受けて、ライブに出てみろ」と言われ、半年ほどピン芸人として太田プロのライブへ参加している。事務所のネタ見せ時には、土田晃之と同じオーディションを受けていた。
ちゃんこ屋「鈴木ちゃん」を経営（中目黒、2012年9月3日 - 2018年4月30日）。
2015年7月6日、育休（本人曰く父勉）のため一年間休業することを自身のブログにて発表。
メシ酒場「鈴木ちゃん」を開店（目黒区、2018年8月 - ）。
2023年10月12日、2024年3月をもって放送作家業・文筆業から引退することを発表。
脚本家としての最終作品は、2024年12月に明治座ほかで上演される舞台「Thank you very マッチ　de SHOW ギンギラ学園物語」（近藤真彦座長公演かつ主演・企画・プロデュース・演出。鈴木は脚本・構成を担当）となる予定。2024年7月19日、日本武道館で行われた近藤の60歳の誕生日記念コンサートにて発表された。　

## 人物
尊敬してきた人物は、SMAP×SMAPを共に作り上げてきた元SMAPの中居正広。
白鵬と親交がある。白鵬の30回目の幕内優勝祝賀会に参加した鈴木は、力士たちの面白さに気付き、バラエティ番組へ力士を起用するようになった。これにより遠藤、逸ノ城などを中心とした力士ブームの火付け役が鈴木であるとする分析もある。
中山美穂と10年間プライベートで親交があった。
2020年放送の『M 愛すべき人がいて』は、前クールに放送された大映テレビ制作『テセウスの船』の影響もあり、「令和版・大映ドラマ」として放送評論者の注目を集めた。

## 監修
- 爆笑問題のコント テレビの話（YouTube）

## 過去の担当番組

### タモリ
- タモリのヒストリーX（フジテレビ系列）
- 森田一義アワー 笑っていいとも!（フジテレビ系列、火曜日→金曜日→火曜日→水曜日→木曜日→水曜日→金曜日、増刊号日曜日、特大号年末、春・秋の祭典スペシャル、春・秋のドラマ特大号春・秋の改編時期）
作家デビューとなった番組（太田プロ所属時代）であり、ここでの鈴木とSMAPの出会いは『夢がMORI MORI』参加へのきっかけとなった。当番組から生まれた1990年代の番組のほとんどに鈴木が関わっている。2008年10月21日、テレフォンショッキングへゲスト出演。

### SMAP
- SMAP×SMAP
  - 特別編にも携わった。木村拓哉出演の特別編「同学年」は、2人が同級生であることから企画され、鈴木自身も出演している。
- さんま&SMAP!美女と野獣のクリスマススペシャル
- TV's HIGH（木村拓哉他出演）
- SMAPのがんばりましょう
- サタ☆スマ
  - 中居正広のボク生きII
  - 征服少年カトリ2000
- デリバリー・スマップ デリ!スマ
- スマ夫
- SMAP PRESENTS ドラマの裏の本当のドラマ
- FNSの日（1998-2000年、2004年、2005年-2007年、2011年-構成、1991-2003年・放送作家）
- 24時間テレビ（2005年、メインパーソナリティー：草彅剛、香取慎吾）
- ベビスマ
- SMAP☆がんばりますっ!!
- テレ朝SMAPバラエティ部 スマシプ（中居、草彅、香取）

#### 中居正広
- 中居正広のボクらはみんな生きている（フジテレビ）
  - 中居正広の境界線スペシャル
- バラエティーニュース キミハ・ブレイク（TBS、構成・司会）
  - 中居正広の家族会議を開こう!
- 松本人志・中居正広VS日本テレビ（日本テレビ）
- 中居正広の(生)スーパードラマフェスティバル（フジテレビ）
- 中居正広のザ・大年表（日本テレビ）
- 音楽の日（TBS）
- 中居正広の7番勝負!超一流アスリートVS芸能人どっちが勝つの?SP（日本テレビ）
- Coming Soon!!（TBS）
- 白黒ジャッジバラエティ 中居正広の怪しい噂の集まる図書館（テレビ朝日）
  - 中居正広の身になる図書館（テレビ朝日）
- うもれびと（フジテレビ）
- 火曜曲!（TBS）
- Sound Room（TBS）
- 中居正広の金曜日のスマイルたちへ（TBS）
- 中居正広のニュースな会→中居正広のキャスターな会

#### 木村拓哉
- 木村拓哉のWhat's UP SMAP!（TOKYO FM）
- TV's HIGH（フジテレビ）
- さんタク（フジテレビ）

#### 稲垣吾郎
- 吾郎の細道・吾郎のソナタ（TBS）
- Goro's Bar（TBS）
- Goroプレゼンツ マイ・フェア・レディ（TBS）
- 忘文（フジテレビ系列）
- G.I.ゴロー（TBS）
- 哀愁探偵1756（TBS）
- ゴロウ・デラックス（TBS）
- 東京BTH〜TOKYO BLOOD TYPE HOUSE〜（Amazonプライム・ビデオ）

#### 草彅剛
- チョナン・カン（フジテレビ）
- 『ぷっ』すま（テレビ朝日）
- 草彅・おすぎとピーコの女子アナスペシャル（フジテレビ系列、正月特番）
- FNS5000番組10万人総出演 がんばった大賞（フジテレビ系列）

#### 香取慎吾
- 香取慎吾の特上!天声慎吾（日本テレビ）
- SmaSTATION!!（テレビ朝日）
- おじゃMAP!!（フジテレビ）

### 新しい地図
- ワルイコあつまれ（NHK Eテレ）（稲垣、草彅、香取）

### キャイ〜ン
- これがキャイ〜ンだ!?
  - これがキャイ〜ンだろ!?
- 100%キャイ〜ン!
  - ザ・レターズ〜家族の愛にありがとう
- キャイ〜ンのパーティーへようこそ!!（テレビ朝日、2003年・単発特番）
- もしもツアーズ
- キャイ〜ンライブ vol.1、vol.2

### ココリコ
- はばたけ!ペンギン（TBS）
- ココリコミラクルタイプ
- ココリコ黄金伝説
  - ココリコA級伝説
  - いきなり!黄金伝説。
- なら≒デキ〜○○なら××デキるはず〜
  - 天才キッズ全員集合〜君ならデキる!!〜

#### 田中直樹
- 〜ジョーデキ!POP COMPANY〜POP屋

### 爆笑問題
- 爆笑問題の検索ちゃん
  - 決定!これが日本のベスト100全国一斉○○テスト
    - 日本全国徹底調査!好きなアニメランキング100
    - 今すぐ使える豆知識 クイズ雑学王
- なるほど!ザ・ワールド(2004年12月28日放送「復活の祭典スペシャル」以降)
  - 爆笑問題の楽しい地球（2003年12月12日、2004年9月16日）
- ハッピーボーイズアワー爆笑おすピー問題!
- ストライクTV
- 言いにくいことをハッキリ言うTV
- お願い!ランキング GOLD
- お坊さんバラエティ ぶっちゃけ寺
- バクモン学園
- 爆笑問題のシンパイ賞!! → 爆笑問題&霜降り明星のシンパイ賞!!

#### 太田光
- 侃侃諤諤

### タカアンドトシ
- 快感MAP
  - 大胆MAP
- ほこ×たて
- もしものシミュレーションバラエティー お試しかっ!
- タカアンドトシの道路バラエティ!? バスドラ
- ペケ+ポン（プラス）

### Kis-My-Ft2
- キスマイシリーズ（テレビ朝日）
  - 濱キス
  - キス濱ラーニングシリーズ
  - キス濱テレビ
  - あの遊びをバージョンアップ! キスマイGAME
  - キスマイ魔ジック
  - キスマイレージ
- Kis-My-Ft2 presents オフィスラーニングバラエティ OLくらぶ
- キスマイ超BUSAIKU!?（フジテレビ）

#### 藤ヶ谷太輔
- J'sティーチャー Kis-My-Ft2 藤ヶ谷太輔 極東ロシアを行く

### その他のテレビ番組

#### 日本テレビ
- ￥マネーの虎
- ビンゴクイズ25
- ガガガガガレッジセール（ブレーン）
- プリティガレッジ（ブレーン）
- 5MEN旅（コンセプト）
- スター☆ドラフト会議
- 有吉反省会
- 人生が変わる1分間の深イイ話（コンセプト）
- JMK 中島健人ラブホリ王子様（企画構成）
- クイズ!?正解は出さないで（総監督）
- 金曜ロードSHOW! 特別エンターテインメント「人生が二度あれば 運命の選択」（コンセプト）

#### TBSテレビ
- ウンナンのホントコ!
- ピン子の時間
- ドリーム・プレス社
- バラエティーニュース キミハ・ブレイク（出演も）
- 次長課長&おぎやはぎ&品川庄司 俺達にだってできるんだ! 豪華芸能人のわがまま命がけで叶えますスペシャル（2007年4月18日）
  - 史上最大の超ドッキリ大実験!次課長&品庄おぎやよ…お前ら初のこの冠番組はぜーんぶまるまるウソなのだよスペシャル（2006年9月24日）
- お茶の水ハカセ（出演も）
- 海老名さん家の茶ぶ台
- 日曜ゴールデンで何やってんだテレビ
- A-Studio
- THE 1億分の8
- たけしが鶴瓶に今年中に話しておきたい5〜6個のこと

#### フジテレビ
- 学校では教えてくれないこと!!
- 新しい波
- とぶくすりZ
- めちゃ²モテたいッ!（1995年-1996年）
- ふぞろいの大人たち
  - ふぞろいの天使たち
- ザ! キャッシュマン（関西テレビとの共同制作）
- BACK-UP!
- 最強運芸能人決定戦。
- 初詣!爆笑ヒットパレード
- フライヤーTV
- つんくタウン（出演も）
- 若手Vsベテラン視聴率バトル!
- おすピー&ロンブーの起きなさいよッ!!
- ジャンプ!○○中
- オレワン
  - G★ウォーズ
- オリキュン
- 科学忍者隊ガッチャピン
- オモバカ8
- 10匹のコブタちゃん 〜ヤセガマンしないTV〜
- 噺家が闇夜にコソコソ
- バイキング（水曜日の「今田耕司の美人会社員巡り クリスマスまでに素敵な恋人を見つけよう」に中継ディレクターとして参加[19]）
- オモクリ監督 〜O-Creator's TV show〜
- ニュースな晩餐会
- 2014→2015 ツキたい人グランプリ〜ゆく年つく年〜
- うれしたのし大好き2016
- めちゃ×2イケてるッ!
- さまぁ〜ずの神ギ問
- コムドットって何？

#### テレビ朝日
- 内村プロデュース
- さまぁ〜ずと優香の怪しい××貸しちゃうのかよ!!
- ガチンコ視聴率バトル
- 私のホストちゃん〜しちにんのホスト〜
  - 私のホストちゃんS〜新人ホストオーナー奇跡の密着6カ月〜
- 賢コツ!!
- BF会議
- ガールズトーク シスター
  - ガールズトーク 薔薇組
- スマホPOLICE（監修）
- だんくぼ・彩
- 紅リサーチ
- 初めて○○やってみた
- 女の体当たりサーチ番組 なぜ?そこ?（コンセプト）
- ブラマヨとゆかいな仲間たち アツアツっ!
- 聞きにくい事を聞く
- 世界ルーツ探検隊
- こんなところにあるが。土曜♡あるある晩餐会
- 橋下×羽鳥の番組
- 絶対!カズレーザー
- アップデート大学
  - 激レアさんを連れてきた。
- テンション上がる会?〜地球のことで熱くなれ!〜
- ピンポイント業界史
- 陸海空 地球征服するなんて
- いまだにファンです!
- 春菜ザキさんのタダの通販じゃねーよ!
- クイズプレゼンバラエティー Qさま!!
- お願い!ランキング
- 帰れマンデー・見っけ隊!!
- 林修の今でしょ!講座→林修のレッスン!今でしょ→林修の今、知りたいでしょ!
- 10万円でできるかな
- 家事ヤロウ!!!
- 裸の少年
- 声優パーク建設計画VR部
- お笑い実力刃

AbemaTV
- おはようロバート
- くちびる WANTED（田中圭24時間テレビ）
- GENERATIONS高校TV ( GENERATIONS from EXILE TRIBE の冠番組）
- 会社は学校じゃねぇんだよ
- 恋愛ドラマな恋がしたい

#### テレビ東京
- イツザイ
- そうだ旅（どっか）に行こう。
- 〜夢のオーディションバラエティー〜Dreamer Z（総合演出）
  - Dreamer 乙（総合演出）

#### LaLa TV
- THE ドラマカンファレンス（司会）

### ラジオ番組
- 木村拓哉のWhat's UP SMAP!（TOKYO FM、金曜23:00-23:30）
- SMAP POWER SPLASH（出演・草彅剛、香取慎吾。bayfm、毎週日曜19:00-20:00）
- ニッポン放送
  - 山田邦子の涙の電話リクエスト（デビュー作）
  - ゴッドアフタヌーン アッコのいいかげんに1000回（番組初期のリサーチャー作家）
  - 鶴光の噂のゴールデンアワー
  - 古田新太と犬山犬子のサンデーおちゃめナイト
  - キャイ〜ン天野ひろゆきのMEGAうま!ラジオバーガー!!
  - 早起き一番!山本元気がんばります
  - オールナイトニッポンは、槇原敬之、SILVA、SMAP、松村邦洋（初期）の構成、サブ作家は橘いずみ（現 榊いずみ）を担当
- 文化放送
  - おとなりさん（文化放送、2022年4月6日 - 2024年3月27日）

他多数

## 出演

### CM
- 花王「ふんわりニュービーズ」（2009年 - 2010年12月） - 妻の大島と共演。
- ミツカン「やさしいお酢」（2009年3月21日 - 2016年） - 妻の大島と共演。
- Ameba - インタビューアー
- キリンビール「一番搾り」（2021年） - 満島ひかりと共演。
- 塩野義製薬「#コロナ早期受診」（2024年12月 - ）[20]

### PV
- SunSet Swish「あすなろ」 - 妻の大島と出演。また本編に登場するカップルの写真も二人で撮影。
- 大森靖子「前説ADvance」[21]

### テレビ番組
- ドキュメント72時間（NHK総合） - 毎年末の年末スペシャルに出演。
- 冗談手帖 → 冗談騎士 → 冗談来人（2016年10月 - 、BSフジ） - MC[22]
- アナザースカイ（日本テレビ）[23]
- めざまし8(フジテレビ)

### ラジオ番組
パーソナリティ
- 鈴木おさむと鈴木美幸（森三中・大島美幸）のオールナイトニッポンR（夫婦で出演。2006年6月3日、ニッポン放送）
- THE 放送サッカーズ（2006年10月2日 - 2007年3月29日、ニッポン放送） - 木曜日パーソナリティ
- DOCOMO SUNDAY SPECIAL 中島知子と鈴木おさむ エンタな日曜日（2007年4月1日 - 2008年12月28日、ニッポン放送）
- よんぱち 48hours 〜WEEKEND MEISTER〜（2004年4月2日 - 2018年8月3日、TOKYO FM）
- 鈴木おさむ 考えるラジオ（2011年4月9日 - 2012年9月29日、TBSラジオ）
- AWESOME RADIO SHOW（2018年8月10日 - 2019年3月29日、TOKYO FM）
- 鈴木おさむと小森隼の相談フライデー（2019年4月5日 - 2020年3月27日、TOKYO FM）
- JUMP UP MELODIES TOP 20（2020年4月3日 - 、TOKYO FM）
- TOKYO FM特別番組 11年目の春だより～震災と東京～（2022年3月11日） - パーソナリティ
- シン・ラジオ -ヒューマニスタは、かく語りき-（2022年4月19日[注釈 2] - 、ベイエフエム） - 火曜日ヒューマニスタ（パーソナリティ）
- おとなりさん（2022年4月20日[注釈 3] - 、文化放送） - 水曜日パーソナリティ
- 鈴木おさむ 月曜日の社長（2025年4月1日 - 、ニッポン放送）[24]

ゲスト出演
- ゆうちょDOCUMENT OF THE STYLE（J-WAVE、10:20-11:10）2004年2月14日にゲスト出演
- キンキラKinKiワールド（ニッポン放送、番組冒頭のタイトルコール）
- 爆笑問題の日曜サンデー（2021年9月19日・TBSラジオ）ここは赤坂応接間 - ゲスト
- ザ・ラジオショー（2021年9月27日・ニッポン放送） - ゲスト
- くにまる食堂（2022年8月3日・文化放送） - ゲスト、レギュラー番組のおとなりさん番組終了後引き続き出演。
- 山崎怜奈の誰かに話したかったこと。（TOKYO FM）
  - 2023年12月12日 - トークコーナー「誰かに聞きたかったこと。」ゲスト
  - 2024年1月22日 - 代理パーソナリティ[注釈 4]
- サトコノヘヤ（2025年5月18日・KBCラジオ） - 第408回ゲスト

### インターネット放送
- 街録ch〜あなたの人生、教えて下さい〜
- 西野亮廣エンタメ研究所ラジオ【公式】
- 水道橋博士の異常な対談 〜Dr.Strangetalk〜

## 作品

### 脚本
テレビドラマ
- 慎吾ママドラマスペシャル “おっはー”は世界を救う!（2001年1月8日放送、フジテレビ）
  - 慎吾ママドラマスペシャル ミッキーも一緒! “おっはー”は地球を救う!2（2001年8月31日放送、フジテレビ）
- 人にやさしく（いずみ吉紘と共同脚本。2002年、フジテレビ）
- 私海（石井浩二と共同脚本。2003年9月26日放送、フジテレビ）
- ラブ・ジャッジ（2003年10月2日放送、TBS。泉ピン子、ガレッジセールほか出演）
  - ラブ・ジャッジ2（2005年1月放送、TBS）
- AsideB（2003年11月 - 2004年、BS-i）
- VICTORY!〜フットガールズの青春〜（2003年11月22日放送、フジテレビ）
- ココリコミラクルタイプドラマスペシャル「二重生活（ダブルライフ）」（2004年1月7日放送、フジテレビ）
- 水曜プレミア特別編「ビー・バップ・ハイスクール」（2004年6月16日放送、TBS）
- 笑える恋はしたくない（2006年12月、TBS）
- 山おんな壁おんな（2007年、フジテレビ） - 脚本協力
- CAKEEESケーキーズお菓子抗争（2008年、テレビ東京）
- 生まれる。（2011年、TBS）
- ガールズトーク〜十人のシスターたち〜（2012年、テレビ朝日）
- 甘王の共感スクール（2013年、テレビ朝日）
- 恋愛あるある。（2015年6月24日、フジテレビ）
- ドロキュン劇場シリーズ（テレビ朝日）
  - 奪い愛、冬（2017年）[25]
  - 殴り愛、炎（2021年）
  - 奪い愛、高校教師（2021年、AbemaTV×テレビ朝日）
  - 奪い愛、真夏（2025年）
- 脳にスマホが埋められた!（2017年、読売テレビ）
- 激アツ!! ヤンキーサッカー部（2018年、テレビ朝日）
- M 愛すべき人がいて（2020年、テレビ朝日）[26]
- 先生を消す方程式。（2020年、テレビ朝日）
- 離婚しない男-サレ夫と悪嫁の騙し愛-（2024年、テレビ朝日）

映画
- 未来日記
- トゥー・マッチ・ドウターズ
- ラブ★コン（2006年7月公開）
- リトル・レッド レシピ泥棒は誰だ!?（2007年10月公開） - 吹き替え監修
- ハンサム★スーツ（2008年）
- ナイト ミュージアム2（2009年8月日本公開） - 吹き替え監修
- 新宿スワン（2015年、水島力也と共同）
- 遺書、公開。（2025年1月31日、松竹）
- 僕らは人生で一回だけ魔法が使える（2025年2月21日公開 原作･脚本、ポニーキャニオン）

ウェブドラマ
- 東京BTH〜TOKYO BLOOD TYPE HOUSE〜（2018年、Amazon Prime Video）- 企画・脚本
- 奪い愛、夏（2019年、AbemaTV）
- ブスの瞳に恋してる2019（2020年、FOD）
- 酒癖50（2021年、AbemaTV）
- 極悪女王（2024年、Netflix）- 企画・脚本・プロデュース

テレビアニメ
- ジャングル大帝 -勇気が未来をかえる-（2009年、フジテレビ）初アニメ脚本

劇場アニメ
- ONE PIECE FILM Z（2012年12月、東映）

舞台
- 芸人交換日記〜イエローハーツの物語〜 （2011年・2013年） - 演出も担当
- 美幸 - アンコンディショナルラブ - （2012年・2013年・2015年） - 演出も担当[27]
- 僕だってヒーローになりたかった （2017年） - 演出も担当
- カレフォン(2018年) – 演出も担当
- 僕らは人生で一回だけ魔法が使える – 演出も担当 ※鈴乃音名義
- もしも命が描けたら(2021年) – 演出も担当
- BOOK ACT – 企画
  - もう一度君と踊りたい（2019年初演） – 演出も担当 ※鈴乃音名義
  - 芸人交換日記（2020年初演） – 演出も担当
  - ヒーローよ 安らかに眠れ（2020年初演） – 演出も担当

その他
- DVDドラマCherry Girl(倖田來未アルバム「Black Cherry」付録DVD、2006年)
- 秘密のチャイハロ（原作担当、漫画：桜倉メグ、『なかよし』2018年1月号[28] - 2020年7月号[29]）

### 監督
PV
- 阪井あゆみ「横顔」- 監督初挑戦作。

映画
- ラブ×ドック（2018年） - 監督・脚本
- 八王子ゾンビーズ（2020年） - 監督・脚本

### 作詞

#### SMAP
- 「ジャラジャラJAPAN〜for the Japanese〜」（アルバム「S map〜SMAP 014」内）
- 「FIVE RESPECT」（アルバム「SMAP 015/Drink! Smap!」内、N.マッピーこと中居正広と合作）
- 「時間よとまれ」（稲垣吾郎ソロ／SMAP・アルバム「Drink!Smap!」内）
- 「SMAPのポジティブダンス」（アルバム「We are SMAP!」内）

#### その他
- 三瓶「三瓶の39days」（シングル「SANPEI DAYS」内）
- 松本英子「ボクはバカ」（アルバム「カタルシス」内）
- 時給800円

1. 死ぬほどあなたが好きだから
2. たまには泣いてもいいですか?
3. さくらいろ

- 日給8000円「未来がなくても抱きしめて」
- MIYU（大島美幸）「ビューティフル・マインド」
- MAI「きりんのはなし」
- KILLERS「JAPANESE GIRL」
- 菊池桃子「青春ラブレター」（アルバム「青春ラブレター 〜30th Celebration Best〜」内）
- 南房総市立千倉小学校 校歌[30]
- Kis-My-Ft2

1. Thank youじゃん!
2. 友＋情を、くっつけて（アルバム「Yummy!!」内）

- 神谷浩史

1. 神様コネクション
2. 大吉中吉小吉
3. 当たり前なんかない

- A応P

1. まぼろしウインク
2. フライングベイビーズ

### 漫画原作
- 漫画「ハンサム★スーツ」（集英社、2008年・2009年）
- 漫画「尋常人間ZERO」（集英社、2009年7月17日） ISBN 978-4088655451
- 漫画「芸人交換日記」（講談社、2012年・2013年）
- 秘密のチャイハロ（講談社、2020年）
- 漫画「インフル怨サー。〜顔を焼かれた私が復讐を誓った日〜」（ぶんか社、2022年）
- 愛の掛け惨（LINE Digital Frontier、2022年[31] - ）

### 構成・演出
舞台・ライブ
前述したよゐこ、キャイ〜ンのライブ以外にもライブの構成・演出を手掛けている。吉本興業の若手芸人と結成した劇団「ザ・おさむショー」では、座長および構成・演出も務めた。
- THE SECRET LIVE（1999年7月1日-4日・新宿紀伊國屋サザンシアター。出演・中居正広、草彅剛、香取慎吾）
- 劇団「ザ・おさむショー」（2003年6月）
  - ザ・おさむショー「あるニューハーフ対ヤクザのはなし」（2004年4月3日-4日）
  - 劇団「ザ・おさむショー」（2004年12月21日-22日）
- だめんず・うぉ〜か〜舞台版演出(2006年5月16日、5月17日、紀伊國屋サザンシアター)
- うす皮一枚(2006年9月8日-10日、下北沢本多劇場)構成・演出
- 田村亮一座立ち上げ公演『噂のホスピタル〜太陽のコマチ、エンジェル〜』(2007年11月30日、12月1日、LAFORET MUSEUM 原宿)構成・演出
- 尋常人間ゼロ（2008年3月28日-3月30日、下北沢本多劇場)構成・演出
- 春子ブックセンター(2008年6月)脚色・演出
- トークライブ「放送作家 鈴木おさむの芸人お見合い〜仲良くなりまSHOW〜」（2008年7月8日〜以降不定期、東京カルチャーカルチャー）
- カンニング竹山単独ライブ『放送禁止』（2009年～2017年、天王洲 銀河劇場ほか）構成・演出

## 著書
- 生垣とカバープランツ（グラフィック社、1997年7月1日） ISBN 4-7661-0973-2
- 竹垣のデザイン（グラフィック社、1988年3月1日） ISBN 4-7661-0474-9
- 目玉焼きにケチャップ 前戯15分 痩せたい?いいえ。日本新国勢調査（タカハタ秀太と都築浩と共著、ぴあ、2001年5月1日） ISBN 4-8356-0015-0
- ノベライズ「人にやさしく」（フジテレビ出版、2002年3月1日） ISBN 4-594-03469-1
- 役に立つ!せっかく書いたのに人に嫌われてしまったメール文例集ワースト50（扶桑社、2002年3月1日） ISBN 978-4594034672
- ブス恋シリーズ（マガジンハウス）
  - ブスの瞳に恋してる（2004年9月16日） ISBN 978-4838715282
  - ブスの瞳に恋してる2 (2009年9月10日） ISBN 978-4838770427
  - ブスの瞳に恋してる3（2010年5月20日） ISBN 978-4838721023
  - ブスの瞳に恋してる4 「愛してる! 」が10年続く秘密（2012年9月27日） ISBN 978-4838724789
  - 男と女 愛の相談室 「ブスの瞳に恋してる 特別編」（大島美幸と共著、2012年11月22日） ISBN 978-4838725069
- 鈴木おさむの胸キュン♥短歌（ぴあ、2006年12月1日） ISBN 4-8356-1648-0
- 3日で結婚できる女になる方法（Tokyo FM出版、2007年5月） ISBN 978-4-88745-183-4
- 拝啓 愛しき人へ（マガジンハウス、2007年6月） ISBN 978-4-8387-1778-1 ※林真理子著に寄稿
- 禁煙アッコ和田アキ子禁煙事件（構成、宝島社、2009年9月） ISBN 9784796672023
- テレビのなみだ 仕事に悩めるあなたへの77話（朝日新聞出版、2010年3月5日） ISBN 978-4-02-330499-4
- 芸人交換日記〜イエローハーツの物語〜(太田出版、2011年3月10日) ISBN 978-4-7783-1250-3
- 生まれる。（朝日新聞出版、2011年6月17日） ISBN 978-4022508669
- 天職 (秋元康と共著、朝日新書、2013年6月13日） ISBN 978-4022735102
- 「視聴率」50の物語: テレビの歴史を創った50人が語る50の物語 (複数共著、小学館、2013年8月28日） ISBN 978-4093108096
- 30代、40代夫婦への――遺言書のススメ（複数共著、マガジンハウス、2014年9月26日） ISBN 978-4838727001
- 美幸（KADOKAWA、2014年1月21日） ISBN 9784041041239
- AV男優の流儀（扶桑社、2014年12月23日） ISBN 9784594071899
- ママへのちょっと早めのラブレター（扶桑社、2015年4月9日） ISBN 978-4594072407
- 妊活ダイアリー Fromブス恋（マガジンハウス、2015年9月10日）[32] ISBN 978-4838727889
- 新企画 渾身の企画と発想の手の内すべて見せます（幻冬舎、2016年3月17日） ISBN 978-4344029095
- 名刺ゲーム（扶桑社、2017年11月12日） ISBN 978-4594077921
- ママにはなれないパパ（マガジンハウス、2018年6月21日） ISBN 978-4838730025
- ぴりから 私の福岡物語（複数共著、幻冬舎、2018年11月30日） ISBN 978-4344033979
- 奪い愛、夏（扶桑社、2020年1月31日） ISBN 978-4594084059
- ハルカと月の王子さま（双葉社、2021年2月18日） ISBN 978-4575316025
- 僕の種がない（幻冬舎、2021年9月16日） ISBN 978-4344038455
- ティラノ部長（マガジンハウス、2021年10月4日） ISBN 978-4838731701

## その他
- 課外授業 ようこそ先輩（NHK、2009年9月20日）
- スタジオパークからこんにちは（NHK、2010年12月2日）